# Károly Honfi

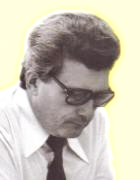
Károly Honfi

Károly Honfi (* 25. Oktober 1930 in Pesterzsébet, heute Stadtteil von Budapest; † 14. August 1996 in Budapest) war ein ungarischer Schachspieler.
Honfi hat in 1960er und 1970er Jahren das ungarische Schachleben geprägt; er war Trainer von Zsuzsa Verőci und auch Trainer der ungarischen Damenauswahl. Insgesamt hat Honfi zweimal (in den Jahren 1958 und 1962) mit der ungarischen Nationalmannschaft an Schacholympiaden teilgenommen, er hat dabei in 21 Partien 12,5 Punkte erzielt. Honfi war ein guter Fernschachspieler und Schachkomponist. 1962 wurde er Internationaler Meister.
Im Jahre 1979 wurde ihm vom ungarischen Schachverband der Titel Meistertrainer verliehen. Noch im Jahr 1996 wurde er nach seinem Tod von der FIDE zum Ehren-Großmeister ernannt und für sein Lebenswerk vom ungarischen Verband mit der Maróczy-Medaille geehrt. Seine größten Turniererfolge waren: 1961 Russe 1. Platz, 1968 Monaco (B-Gruppe) 1. Platz, 1969 Čačak 1. Platz, 1970 Budapest László-Tóth-Gedächtnisturnier 1. Platz, 1972 Timișoara 1-2. Platz, 1973 Bern 1. Platz, 1974  Luxemburg 1. Platz, 1975 Budapest László-Tóth-Gedächtnisturnier 1. Platz, 1979 Baden-Baden 1. Platz, 1984 Wrocław 1. Platz.
Seine beste historische Elo-Zahl betrug 2594 im April 1976.
Seine Ehefrau Károlyné Honfi war ebenfalls Schachspielerin, sein Sohn György Honfi führt eine Schachschule.